# TOKYO SLOW NEWS
『TOKYO SLOW NEWS』（トーキョー・スロー・ニュース）は2020年3月30日から2021年3月31日まで放送されていた、TOKYO FMのニュースワイド番組。

## 概要
これまでの『ねるまえのまえ』の20時台の放送枠を引き継ぎ、新しい月曜から木曜の夜のニュースワイド番組として放送。
「膨大な情報社会に“視点の転換”でニュースを聞く」をコンセプトに、日々氾濫するニュースを新たな視点で提供し丁寧に掘り下げていく番組で、2018年9月に終了した『TIME LINE』以来、1年半ぶりの報道・情報番組である。
2021年3月31日の放送をもって番組終了。『News Sapiens』に引き継がれた。

## 放送時間
- 毎週月曜-木曜 20:00-21:00

## コーナー
アングルTODAY
毎日のストレートニュースとワントピックスを選んで解説。

SLOW NEWS REPORT

スローニュース協力の下、フロントラインプレス記者達が取材内容を伝える。
木曜は週替りパートナーが取材した内容を紹介する予定。

TOKYO FOLLOWUP
「視点のダイバーシティ」をテーマに、常識が転換する視点を持った企画や人を紹介。

## パーソナリティ
- 速水健朗

### 木曜週替りパートナー
- 伊藤詩織（第1・5週）
- 堤未果（第2週）
- カリン西村（第3週）
- 浜田敬子（第4週）

## 備考
- 放送開始日の2020年3月30日と31日は21:30まで30分拡大し、『TOKYO SLOW NEWS plus』として放送された[1]。
- 2020年4月7日は新型コロナウィルス緊急事態宣言発令に伴うJFN報道特別番組放送のため番組休止となったが、報道特別番組には速水と、速水がかつて『クロノス・フライデー』で共演した高橋万里恵が出演した[2]。
- 2020年4月14日から5月28日まで速水は自宅から出演を行った。